# Ouette à tête grise
Chloephaga poliocephala
Espèce
Statut de conservation UICN

 LC  : Préoccupation mineure
L'Ouette à tête grise (Chloephaga poliocephala) est une espèce d'oiseaux de la famille des anatidés, proche des tadornes. Elle est appelée « Cauquén de cabeza gris » en espagnol ; « Ashy-headed goose » en anglais.

## Description
Elle mesure entre 50 et 55 cm et est plus petite que l'Ouette de Magellan. La tête est grise, le bec noir, la poitrine rousse, le ventre et les flancs sont blancs barrés de noir et le dessus du corps est brunâtre, les pattes orangé-noir.
Le dimorphisme sexuel est faible,  la femelle étant légèrement plus petite et plus terne.

## Biologie
La Bernache à tête grise (c'est ainsi que l'appelle Jean Théodore Delacour) vit en groupes qui dépassent rarement 100 individus. La reproduction a lieu vers le mois de novembre ; le nid est placé dans les hautes herbes. Cette espèce se nourrit surtout en broutant. Après la reproduction, elle migre vers le nord de l'Argentine, où elle fréquente les champs de céréales.

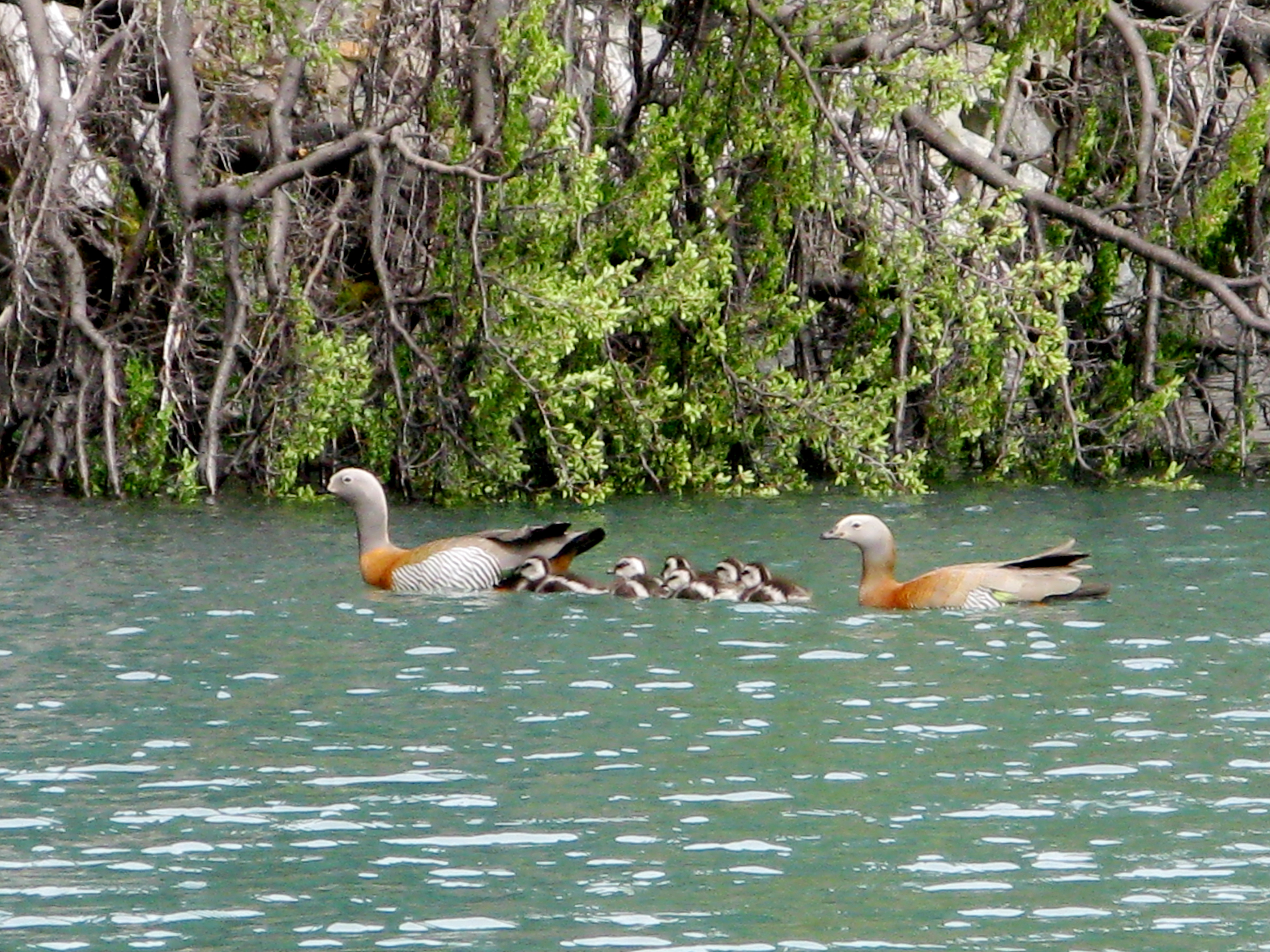
En famille dans le parc national Tierra del Fuego

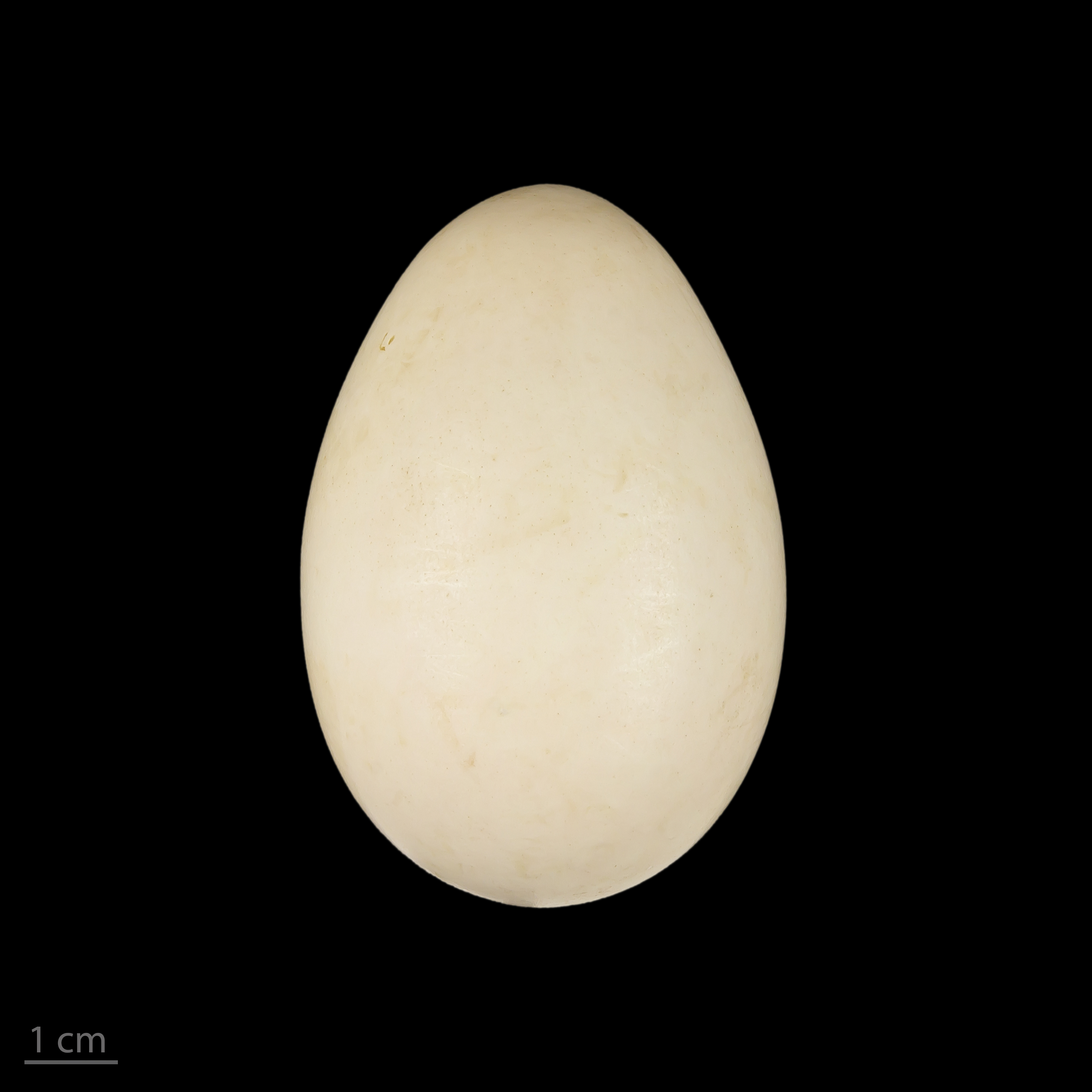
Œuf de Chloephaga poliocephala - Muséum de Toulouse

## Répartition et habitat

### Habitat
Cette espèce préfère pour nicher les régions montagneuses ou les forêts marécageuses.

### Distribution
Elle niche dans l'ouest de l'Argentine, au Chili et en Terre de Feu. Elle est également présente jusqu'aux Malouines.

### Populations
La population est estimée entre 25 000 et 1 000 000 d'oiseaux, l'espèce n'est pas menacée.

## Référence
- (fr) Oiseaux.net : Chloephaga rubidiceps (+ répartition)
- (en) Congrès ornithologique international : Chloephaga poliocephala dans l'ordre Anseriformes
- (fr + en)  Avibase : Chloephaga poliocephala (+ répartition) (consulté le 30 juin 2015)
- (en) UICN : espèce Chloephaga poliocephala Sclater, 1857 (consulté le 30 juin 2015)